# Pas un mot (film, 2001)
Pour les articles homonymes, voir Pas un mot et Don't Say a Word.
Pour plus de détails, voir Fiche technique et Distribution.
Pas un mot, ou Ne dites rien au Québec (Don't Say a Word) est un film américain réalisé par Gary Fleder, sorti en 2001.

## Synopsis
Le docteur Nathan Conrad, un éminent psychiatre new-yorkais, mène une vie paisible, entouré d'Aggie, son épouse, et de Jessie, son adorable fille. Jusqu'à ce qu'un collègue, le docteur Louis Sachs, lui demande, à la veille de Thanksgiving, d'examiner le cas désespéré d'une jeune fille catatonique se nommant Elizabeth Burrows. S'apprêtant à retourner dans un institut spécialisé, celle-ci semble rescapée d'événements où se mêlent violences inexpliquées et stigmates de mauvais traitements.
Elizabeth détient par ailleurs un code à six chiffres que Nathan va bientôt tenter de lui faire avouer. En effet, ce code lui permettrait de récupérer sa fillette kidnappée par Patrick B. Koster et ses hommes. Ces derniers sont impliqués dans le vol d'une pierre précieuse d'une valeur inestimable, que le père d'Elizabeth avait dérobée à ses complices.

## Fiche technique
- Titres : Pas un mot
- Titre québécois : Ne dites rien
- Titre original : Don't Say a Word
- Réalisation : Gary Fleder
- Scénario : Anthony Peckham et Patrick Smith Kelly, d'après le roman d'Andrew Klavan
- Production : Arnold et Anne Kopelson, Arnon Milchan
- Budget : 50 000 000 $
- Musique : Mark Isham
- Photographie : Amir M. Mokri
- Montage : Armen Minasian, William Steinkamp
- Décors : Nelson Coates
- Costumes : Ellen Mirojnick
- Pays d'origine :  États-Unis,  Australie
- Langue : anglais, italien
- Distribution : Village Roadshow Pictures et 20th Century Fox
- Genre : Thriller et drame
- Durée : 113 minutes
- Date de sortie : 28 septembre 2001 (États-Unis), 28 novembre 2001 (France)

## Distribution
Légende : VF = Version Française et VQ = Version Québécoise
- Michael Douglas (VF : Patrick Floersheim ; VQ : Marc Bellier) : Dr. Nathan Conrad
- Brittany Murphy (VF : Julie Dumas ; VQ : Camille Cyr-Desmarais) : Elisabeth Burrows
- Sean Bean (VF : Michel Vigné ; VQ : Benoit Rousseau) : Patrick Koster
- Famke Janssen (VF : Danièle Douet ; VQ : Élise Bertrand) : Aggie Conrad
- Oliver Platt (VF : Daniel Lafourcade ; VQ : Manuel Tadros) : Dr. Louis Sachs
- Skye McCole Bartusiak (VQ : Stéfanie Dolan): Jessie Conrad
- Jennifer Esposito (VF : Juliette Degenne ; VQ : Hélène Mondoux) : Sandra Cassidy
- Guy Torry (VF : Lucien Jean-Baptiste ; VQ : Renaud Paradis) : Martin J. Dolen

## Réception
Le film a été un succès public relatif, ayant totalisé 55 001 662 dollars de recettes aux Etats-Unis et 100 020 092 dollars dans le monde, pour un budget d'environ 50 millions de dollars.